# Mijat Gaćinović
Mijat Gaćinović (serbisch-kyrillisch Мијат Гаћиновић; * 8. Februar 1995 in Novi Sad, Bundesrepublik Jugoslawien) ist ein serbisch-bosnischer Fußballspieler. Der offensive Mittelfeldspieler begann seine Karriere beim FK Vojvodina und wechselte 2015 nach Deutschland zum Bundesligisten Eintracht Frankfurt, mit dem er 2018 den DFB-Pokal gewann. Seit August 2022 steht der serbische A-Nationalspieler beim AEK Athen unter Vertrag.

## Familie und Kindheit
Gaćinović entstammt einer serbischen Familie aus Trebinje in Bosnien und Herzegowina. Sein Vater Vladimir war ebenfalls Fußballspieler und spielte unter anderem beim jugoslawischen Verein FK Bečej; heute arbeitet er als Fußballtrainer. Gaćinović wurde in Novi Sad geboren und zog mit seiner Familie als Kind nach Trebinje. Er ist Vater zweier Söhne.

## Karriere

### Vereine

#### Jugend und Anfänge bei Vojvodina
Gaćinović wechselte im Jahr 2010 vom bosnisch-herzegowinischen Club FK Leotar Trebinje in die Jugend des serbischen Vereins FK Vojvodina. Dort rückte er 2013 in die erste Mannschaft auf, die in der SuperLiga, der höchsten Spielklasse im serbischen Fußball, spielt. Am 19. März 2013 kam er beim 3:0-Sieg im Heimspiel gegen den FK Donji Srem zu seinem ersten Einsatz, als er zwei Minuten vor Spielende eingewechselt wurde. Bis Saisonende stand Gaćinović vier weitere Male auf dem Platz und erzielte sein erstes Pflichtspieltor am 18. Mai 2013 beim 3:2-Sieg gegen den FK Radnički Niš. In der Saison 2013/14 gewann Gaćinović mit dem Verein durch einen Finalsieg gegen den FK Jagodina den serbischen Pokal, wobei er im Wettbewerb nicht zum Einsatz kam. In der Liga spielte der Serbe 20-mal und belegte mit Vojvodina den dritten Platz der Abschlusstabelle. In der darauffolgenden Saison 2014/15 war er mit 11 Ligatoren bei 25 Einsätzen bester Torschütze seiner Mannschaft und belegte den dritten Platz der Torschützenliste. Zum Saisonende wurde Vojvodina Meisterschaftsvierter und Gaćinović ins Team der Saison der SuperLiga berufen.

#### Von der Relegation zum Pokalsieg in Frankfurt

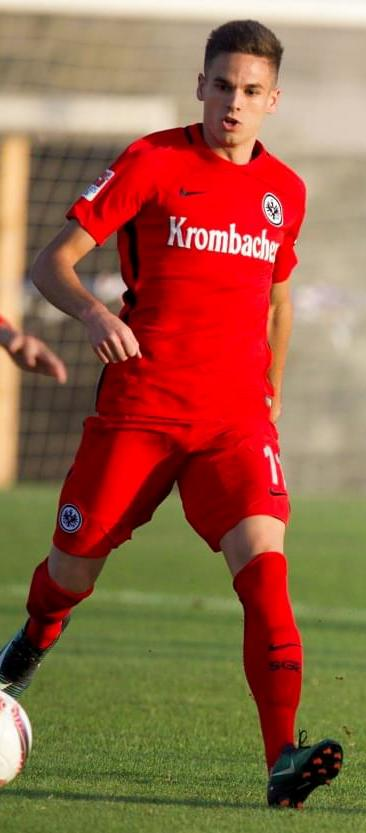
Gaćinović im Trikot von Eintracht Frankfurt (2017)

Zur Saison 2015/16 wechselte Gaćinović zum deutschen Bundesligisten Eintracht Frankfurt, bei dem er einen Vierjahresvertrag unterschrieb. Der Wechsel wurde von einem „Investment-Fonds“, der die Transferrechte erworben hatte, über den zyprischen Verein Apollon Limassol abgewickelt. Am 28. November 2015 debütierte Gaćinović unter Trainer Armin Veh bei der 1:2-Auswärtsniederlage gegen den 1. FSV Mainz 05 in der Bundesliga. In einer schwachen Saison der Eintracht kam der Serbe zu vier weiteren Einsätzen unter Veh, der im März 2016 als Cheftrainer freigestellt wurde. Frankfurts neuer Trainer Niko Kovač baute anschließend häufiger auf Gaćinović und stellte ihn in den verbliebenen Spielen zweimal in die Startelf; Frankfurt gewann beide Spiele mit 2:1 und rettete sich noch in die Relegation gegen den 1. FC Nürnberg. Dort traf er im Hinspiel zum 1:1-Endstand und bereitete im Rückspiel das entscheidende Tor zum 1:0-Endstand durch Haris Seferović vor, wodurch der Eintracht der Klassenerhalt gelang. In der Spielzeit 2016/17 erzielte Gaćinović am 5. November 2016 mit dem 1:0-Siegtreffer im Heimspiel gegen den 1. FC Köln sein erstes Bundesligator. Er stand in der Liga insgesamt 28-mal auf dem Feld und kam im DFB-Pokal in allen 6 Spielen seiner Mannschaft zum Einsatz, die das Finale gegen Borussia Dortmund erreichte und dort mit 1:2 unterlag. Auch in der Saison 2017/18 setzte Kovač auf den Serben, der zu 29 Bundesligaeinsätzen kam und mit der Eintracht den achten Platz der Abschlusstabelle belegte. Im Pokal spielte sich Gaćinović mit den Frankfurtern erneut ins Endspiel, in dem er seiner Mannschaft mit dem Tor zum 3:1-Endstand gegen den FC Bayern München zum ersten Titelgewinn seit 30 Jahren verhalf. Durch diesen Erfolg qualifizierte sich das Team für die Gruppenphase der Europa League, in der Gaćinović vom neuen Trainer Adi Hütter in jedem Spiel von Beginn an aufgeboten wurde und sich mit seiner Mannschaft als Gruppensieger einen Platz im Sechzehntelfinale sicherte. Im Dezember 2018 verlängerte Gaćinović seinen Vertrag bei der Eintracht vorzeitig bis 2022. In der Rückrunde drang die Mannschaft nach Siegen gegen Schachtar Donezk, Inter Mailand und Benfica Lissabon bis ins Halbfinale vor und scheiterte dort im Elfmeterschießen am FC Chelsea; der Serbe kam dabei in jedem Spiel zum Einsatz. In der Bundesliga wurde er in der Spielzeit 2018/19 29-mal aufgeboten und stand auch bei der 1:2-Niederlage gegen den SSV Ulm 1846 in der 1. Runde des DFB-Pokals die vollen 90 Minuten auf dem Feld. In der Saison 2019/20 wurde Gaćinović bei der Eintracht regelmäßig eingesetzt und erreichte mit ihr das Halbfinale des DFB-Pokals und das Achtelfinale der Europa League. Bei den Frankfurter Fans galt er als Publikumsliebling.

#### Wechsel nach Hoffenheim und Leihe nach Athen
Zur Saison 2020/21 wechselte Gaćinović im Tausch mit Steven Zuber innerhalb der Bundesliga zur TSG 1899 Hoffenheim. Bei den Kraichgauern unterschrieb er einen Vertrag bis 2024. Dort kam er in anderthalb Jahren nie über die Rolle des Reservespielers hinaus und wurde Ende Januar 2022 bis Saisonende nach Griechenland an Panathinaikos Athen verliehen.

### Nationalmannschaft
Gaćinović bestritt 2010 vier Spiele für die U17-Nationalmannschaft des bosnisch-herzegowinischen Fußballbundes. Anschließend wechselte er den Verband und spielte für die U18-Auswahl des serbischen Fußball-Bundes. Mit der U19-Auswahl nahm er zweimal an der U19-Europameisterschaft teil. Mit der Mannschaft erreichte er 2013 in Litauen das Halbfinale und gewann 2014 in Ungarn den Titel. Am 13. November 2014 debütierte Gaćinović bei der 0:1-Niederlage gegen die U21-Mannschaft Rumäniens in der U20-Auswahl. Im Juni 2015 gewann er als Kapitän mit der Mannschaft die U20-Weltmeisterschaft in Neuseeland. Am 7. Oktober 2015 debütierte Gaćinović in der U21-Nationalmannschaft, die das Länderspiel gegen die U21-Nationalmannschaft Andorras mit 5:0 gewann.
Am 24. März 2017 spielte Gaćinović beim WM-Qualifikationsspiel in Georgien erstmals für die A-Nationalmannschaft und erzielte das Tor zum 3:1-Endstand. Für die Weltmeisterschaft 2018 in Russland wurde er in den erweiterten Kader nominiert, am 1. Juni 2018 jedoch von Nationaltrainer Mladen Krstajić aus dem serbischen WM-Aufgebot gestrichen.

## Erfolge
FK Vojvodina
- Serbischer Pokalsieger: 2014 (ohne Einsatz)

Eintracht Frankfurt
- DFB-Pokal-Sieger: 2018
  - Finalist: 2017

Panathinaikos
- Griechischer Pokalsieger: 2022

Nationalmannschaft
- U19-Europameister: 2014
  - Halbfinalist: 2013
- U20-Weltmeister: 2015

Persönliche Auszeichnungen
- Aufnahme ins Team der Saison der SuperLiga: 2013/14